# برانیسلاو ووکوساولیویچ
برانیسلاو ووکوساولیویچ (انگلیسی: Branislav Vukosavljević؛ ۱۹ سپتامبر ۱۹۲۹ – ۱۰ نوامبر ۱۹۸۵) بازیکن فوتبال اهل یوگسلاوی بود.
از باشگاه‌هایی که در آن بازی کرده‌است می‌توان به باشگاه فوتبال رادنیشکی نیش، باشگاه فوتبال گراس‌هاپر زوریخ، و باشگاه فوتبال ستاره سرخ بلگراد اشاره کرد.
وی همچنین در تیم ملی فوتبال یوگسلاوی بازی کرده‌است.